# فيليب مارتن (سياسي)
فيليب مارتن (بالفرنسية: Philippe Martin) هو سياسي فرنسي، ولد في 22 نوفمبر 1953 في فرنسا. حزبياً، نشط في الحزب الاشتراكي.

## مناصب
- انتخب نائب فرنسي عن دائرة Gers's 1st constituency [الإنجليزية]‏ خلال فترته النيابية (3 مايو 2014 – 20 يونيو 2017).
- انتخب نائب فرنسي عن دائرة Gers's 1st constituency [الإنجليزية]‏ خلال فترته النيابية (20 يونيو 2012 – 2 أغسطس 2013).
- انتخب نائب فرنسي عن دائرة Gers's 1st constituency [الإنجليزية]‏ خلال فترته النيابية [الإنجليزية]‏ (20 يونيو 2007 – 19 يونيو 2012).
- انتخب نائب فرنسي عن دائرة Gers's 1st constituency [الإنجليزية]‏ خلال فترته النيابية  [لغات أخرى]‏ (19 يونيو 2002 – 19 يونيو 2007).

## وصلات خارجية
- الموقع الرسمي

لا توجد روابط لمواقع التواصل الاجتماعي.